# Bissey-la-Côte
Bissey-la-Côte is een gemeente in het Franse departement Côte-d'Or (regio Bourgogne-Franche-Comté) en telt 92 inwoners (2009). De plaats maakt deel uit van het arrondissement Montbard.

## Geografie
De oppervlakte van Bissey-la-Côte bedraagt 20,2 km², de bevolkingsdichtheid is dus 4,6 inwoners per km².
De onderstaande kaart toont de ligging van Bissey-la-Côte met de belangrijkste infrastructuur en aangrenzende gemeenten.

## Demografie
Onderstaande figuur toont het verloop van het inwonertal (bron: INSEE-tellingen).